# Cape Vincent (villa)
Cape Vincent es una villa ubicada en el condado de Jefferson en el estado estadounidense de Nueva York. En el año 2000 tenía una población de 760 habitantes y una densidad poblacional de 400 personas por km².

## Geografía
Cape Vincent se encuentra ubicada en las coordenadas 44°7′40″N 76°20′0″O / 44.12778, -76.33333.

## Demografía
Según la Oficina del Censo en 2000 los ingresos medios por hogar en la localidad eran de $31,833, y los ingresos medios por familia eran $38,571. Los hombres tenían unos ingresos medios de $31,538 frente a los $23,125 para las mujeres. La renta per cápita para la localidad era de $17,492. Alrededor del 16.4% de la población estaban por debajo del umbral de pobreza.